# Natalia Meshcheriakova
Natalia Meshcheriakova (Moscú, Rusia, 1 de junio de 1972) es una nadadora rusa retirada especializada en pruebas de estilo libre, donde consiguió ser medallista de bronce olímpica en 1992 en los 4 x 100 m metros estilos.

## Carrera deportiva
En los Juegos Olímpicos de Barcelona 1992 ganó la medalla de bronce en los relevos de 4 x 100 m metros estilos (nadando el largo de estilo libre), con un tiempo de 4:06.44 segundos, tras Estados Unidos y Alemania (plata); además ganó la plata en el campeonato mundial de piscina larga de Roma 1994 en los 50 metros estilo libre.